# Абжанов, Сергали
Сергали Абжанов (каз. Серғали Әбжанов; 7 декабря 1912, аул Романский, Семиреченская область, Российская империя — 12 сентября 1976, Алма-Ата, Казахская ССР, СССР) — казахский советский певец (баритон). Народный артист Казахской ССР (1954).

## Биография
Родился 7 декабря 1912 года в ныне Аксуском районе Алматинской области.
В 1939 окончил вокальную студию при Казахском театре оперы и балета. В 1937—1976 годах солист Казахского театра оперы и балета им. Абая. С 1953 года член КПСС.
На сцене Казахского театра оперы и балета исполнил партии Бекежана в «Кыз-Жибек», Таргына в «Ер Таргын», Сугура в «Жамбыл» Е. Г. Брусиловского, Жанботы в «Биржан и Сара» М. Тулебаева, Жиренше в «Абай» А. Жубанова и Л. Хамиди, Бекет в «Бекет» Зильбера, Жиенкул в «Биржан и Сара» М. Тулебаева, Киазо в «Даиси» З. Палиашвили и др. Эти оперные образы усложняются своей музыкальной природой, драматургической линией.
Известен, как исполнитель народных песен «Сұржелгенше», «Сәулем-ай», «Гүлдер-ай», «Жеті арал», «Угай-ай» и других.
Написал музыку к песням «Батыр қыз», «Солдат сағынышы», «Жастық жыры», «Ер Төлеген», «Көкшетау», «Астанам» и другим.
В 1941—1956 гг. вёл педагогическую работу в различных учебных заведениях Алма-Аты.

## Награды
- Орден «Знак Почёта» (3 января 1959) — за выдающиеся заслуги в развитии казахского искусства и литературы и в связи с декадой казахского искусства и литературы в гор. Москве
- Медаль «За трудовое отличие» (05.11.1940) — «в связи с 20-летним юбилеем Казахской ССР, за достижения в развитии промышленности, сельского хозяйства, науки и искусства»
- Народный артист Казахской ССР (1954)